# SN 2002iy
SN 2002iy – supernowa typu Ia odkryta 5 listopada 2002 roku w galaktyce A023040-0811. W momencie odkrycia miała maksymalną jasność 21,30m.